# Ipimorpha pergrandis
Ipimorpha pergrandis là một loài bướm đêm trong họ Noctuidae.